# Richard Ríos
Richard Ríos Montoya (ur. 2 czerwca 2000 w Vegachí) – kolumbijski piłkarz występujący na pozycji środkowego pomocnika, były futsalista, reprezentant Kolumbii, od 2023 roku zawodnik brazylijskiego Palmeiras.